# 竹山街
竹山街，為1931年~1945年間存在之行政區，轄屬台中州竹山郡。今南投縣竹山鎮。街役場在今竹山郵局對面。
1920年~1931年間為竹山庄，1931年升格為竹山街。

## 街原名
原屬
- 沙連堡之林杞埔街、竹圍仔庄、下崁庄、香員腳庄、江西林庄、豬頭棕庄、大坑庄、埔心仔庄、大鞍庄、社藔庄、後埔仔庄、笋仔林庄
- 鯉魚頭堡之勞水坑庄、桶頭庄、山坪頂庄、福興庄、田仔庄、鯉魚尾庄
  - 林杞埔街改稱竹山[1]

## 行政區劃
竹山街轄域內分為竹山、竹圍子、下崁、香員脚、江西林、豬頭棕、桶頭、埔心子、大鞍、社寮、後埔子、笋子林、勞水坑、大坑、山坪頂、田子、福興、鯉魚尾十八個大字。
- 竹圍子大字下有「竹圍子」、「下坪」、「硘磘」小字名
- 下崁大字下有「柯子坑」、「枋寮子」、「和溪厝」、「車店子」小字名
- 江西林大子下有「東埔蚋」、「江西林」、「藤湖」小字名
- 後埔子大字下有「後埔子」、「溪洲子」、「水車」小字名
- 大坑大字下有「大坑」、「頂林」、「中心崙」小字名
- 子林大字下有「子林」、「鹿子坑」小字名[2]

## 行政區與大字對照
竹山鎮現有二十八里，各里與日治時期大字對照如下：
- 竹山街大字與現今里名對照表：

| 大字名 | 現今里名         | 大字名 | 現今里名               | 大字名 | 現今里名         |
| ------ | ---------------- | ------ | ---------------------- | ------ | ---------------- |
| 竹山   | 竹山、中山、中正 | 竹圍子 | 雲林、竹圍、硘磘、下坪 | 下崁   | 中和、中崎、德興 |
| 香員脚 | 下坪             | 江西林 | 延正、延平             | 猪頭棕 | 桂林             |
| 大坑   | 秀林             | 埔心子 | 延和、延祥             | 大鞍   | 大鞍             |
| 社寮   | 山崇、社寮       | 後埔子 | 中央、富州             | 笋子林 | 延山             |
| 勞水坑 | 瑞竹             | 桶頭   | 桶頭                   | 山坪頂 | 坪頂             |
| 福興   | 福興             | 田子   | 田子                   | 鯉魚尾 | 鯉魚             |

其中勞水坑、桶頭、山坪頂、福興、田子、鯉魚尾在1909年為林圯埔支廳勞水坑區，其他為林圯埔支廳林圮埔區。